# Anomala clathrata
Anomala clathrata är en skalbaggsart som beskrevs av Ohaus 1930. Anomala clathrata ingår i släktet Anomala och familjen Rutelidae. Inga underarter finns listade i Catalogue of Life.